# Weywot
Weywot, nume oficial (50000) Quaoar I Weywot, este singurul satelit natural al obiectului transneptunian Quaoar. Descoperirea sa a fost raportată de Michael E. Brown în publicația IAUC 8812 la data de 22 februarie 2007, pe baza imaginilor prelevate pe 14 februarie 2006. Satelitul a fost găsit la o distanță de 0,35 arcsec de Quaoar, cu o diferență în magnitudinea aparentă de 5,6. Orbitează la o distanță de of 14500 km de planeta primară și o excentricitate orbitală de cca. 0,14. Dacă se persupune un albedo și densitate egală cu cea a planetei primare, magnitudinea sugerează un diametru de cca. 74 km (1/12 din cel al lui Quaoar). Brown crede că este probabil un fragment colizional al lui Quaoar, despre care speculează că și-a pierdut mantaua de gheață în urma impactului.  Se estimează că Weywot are 1/2000 din masa lui Quaoar.

## Nume
La data descoperirii, Weywot a primit numele provizoriu S/2006 (50000) 1. Brown a lăsat decizia numirii corpului ceresc reprezentanților culturii amerindiene Tongva (Quaoar este zeul creator în panteonul Tongva), care au ales numele Weywot - zeul cerului și fiu al lui Quaoar. Numele a fost făcut oficial în publicația MPC #67220 pe 4 octombrie 2009.